# Modysticus okefinokensis
Espèce
Synonymes
- Ozyptila okefinokensis Gertsch, 1953

Modysticus okefinokensis est une espèce d'araignées aranéomorphes de la famille des Thomisidae.

## Distribution
Cette espèce est endémique des États-Unis. Elle se rencontre en Floride et en Géorgie.

## Description
La femelle holotype mesure 4,66 mm.
Le mâle décrit par Dondale et Redner en 1975 mesure 3,3 mm et la femelle 4,8 mm.

## Étymologie
Son nom d'espèce, composé de okefinok[ee] et du suffixe latin -ensis, « qui vit dans, qui habite », lui a été donné en référence au lieu de sa découverte, les marais d'Okefenokee.

## Publication originale
- Gertsch, 1953 : Notes on American crab spiders (Thomisidae). American Museum Novitates, no 707, p. 1-25 (texte intégral).